# Волканов Дмитро Вячеславович
Volkanov (справжнє ім'я Дмитро Вячеславович Волканов) — український музикант і композитор.

## Біографія
Народився 6 липня 2001 року в Бердянську Запорізької області. Протягом 2007-2018 років навчався в ЗОШ № 2, далі вступив до Київського університету культури (за спеціальністю «вокаліст естрадного жанру»).
Свій творчій шлях почав з участі в «Х-фактор», де дійшов до суперфіналу та потрапив в команду Андрія Данилка. Отримав запрошення працювати в його колективі бек-вокалістом (загалом пропрацював там 4 роки).
Сольну кар'єру розпочав 2022 року, першим синглом став «Намалюю». 2023 року випустив кілька пісень, зокрема, «Тебе знайшов».

## Дискографія
- 2021 — «Поцелуй»
- 2022 — «Намалюю»
- 2022 — «#ЯПОВЕРНУСЬ»
- 2022 — «Пиши мені»
- 2023 — «Чарівний сон»
- 2023 — «Обіймами»
- 2023 — «Як моя любов»
- 2023 — «Мама»
- 2023 — «Наречена»
- 2023 — «З днем народження»
- 2023 — «До танцю» (спільно з «Pauchek»)
- 2023 — «Доню моя»
- 2023 — «Всі жінки відьми» (спільно із «СолоХа»)
- 2023 — «Тебе знайшов»
- 2023 — «З Новим роком Україна!»
- 2024 — «Сумую»
- 2024 — «Заради тебе»
- 2024 — «В рожевих снах»
- 2024 — «Тюльпани»
- 2024 — «Анастасія»
- 2024 — «Не зустріну»
- 2024 — «Я на Жигулі»
- 2024 — «Чому саме ти»
- 2024 — «Зоряне небо»
- 2024 — «Всі зорі з неба»
- 2025 — «В нічному таксі»
- 2025 — «Я більше не буду»
- 2025 — «Я не буду пити»
- 2025 — «Сумна і п'яна»
- 2025 — «Я одружуся, мамо»